# Wielopole (powiat nowosądecki)
Wielopole – wieś w Polsce położona w województwie małopolskim, w powiecie nowosądeckim, w gminie Chełmiec.
Obejmuje powierzchnię 2,94 km² i liczy 813 mieszkańców. Położona jest na wysokości 272 m n.p.m..
2 lutego 1977 część Wielopola (38 ha) włączono do Nowego Sącza.

## Położenie
Wieś leży w zachodniej części Beskidu Niskiego, na północ od Nowego Sącza, przy drodze krajowej nr 75. Przeważającą powierzchnię wsi zajmują użytki rolne.

## Części wsi
| SIMC    | Nazwa           | Rodzaj    |
| ------- | --------------- | --------- |
| 0421411 | Dąbie           | część wsi |
| 0421428 | Rąpałówka       | część wsi |
| 0421434 | Wielopole Górne | część wsi |
| 0421440 | Wielopole Niżne | część wsi |

## Historia
1 sierpnia 1934 jednostkowa gmina wiejska Wielopole została wcielona do nowo utworzonej gminy zbiorowej Nowy Sącz. 1 czerwca 1975 roku wieś wraz z całą gminą znalazła się w nowo utworzonym województwie nowosądeckim, które istniało do końca 1998. 1 lutego 1977 gmina Nowy Sącz została zniesiona, a Wielopole włączono do gminy Chełmiec.
Ostatnimi właścicielami tutejszych majątków ziemskich była rodzina Kosterkiewiczów. Grobowiec tego rodu znajduje się na cmentarzu w Wielogłowach. Po II wojnie światowej majątek został znacjonalizowany i przekształcony w Państwowe Gospodarstwo Rolne, aktualnie Zakład Hodowli Roślin w likwidacji.

## Zabytki
Obiekt wpisany do rejestru zabytków nieruchomych województwa małopolskiego.
- Park dworski z aleją dojazdową.
We wsi zachował się dawny dworski park z czytelnym układem trzech jarów: aleja lipowa prowadząca do dawnego zespołu dworskiego oraz szpaler starych dębów w jego granicy południowo-zachodniej.